# Jean de Fermo
Jean de Fermo ou Jean de l'Alverne (Fermo, 1259 - La Verna, 9 août 1322) est un franciscain italien reconnu bienheureux par l'Église catholique.

## Biographie

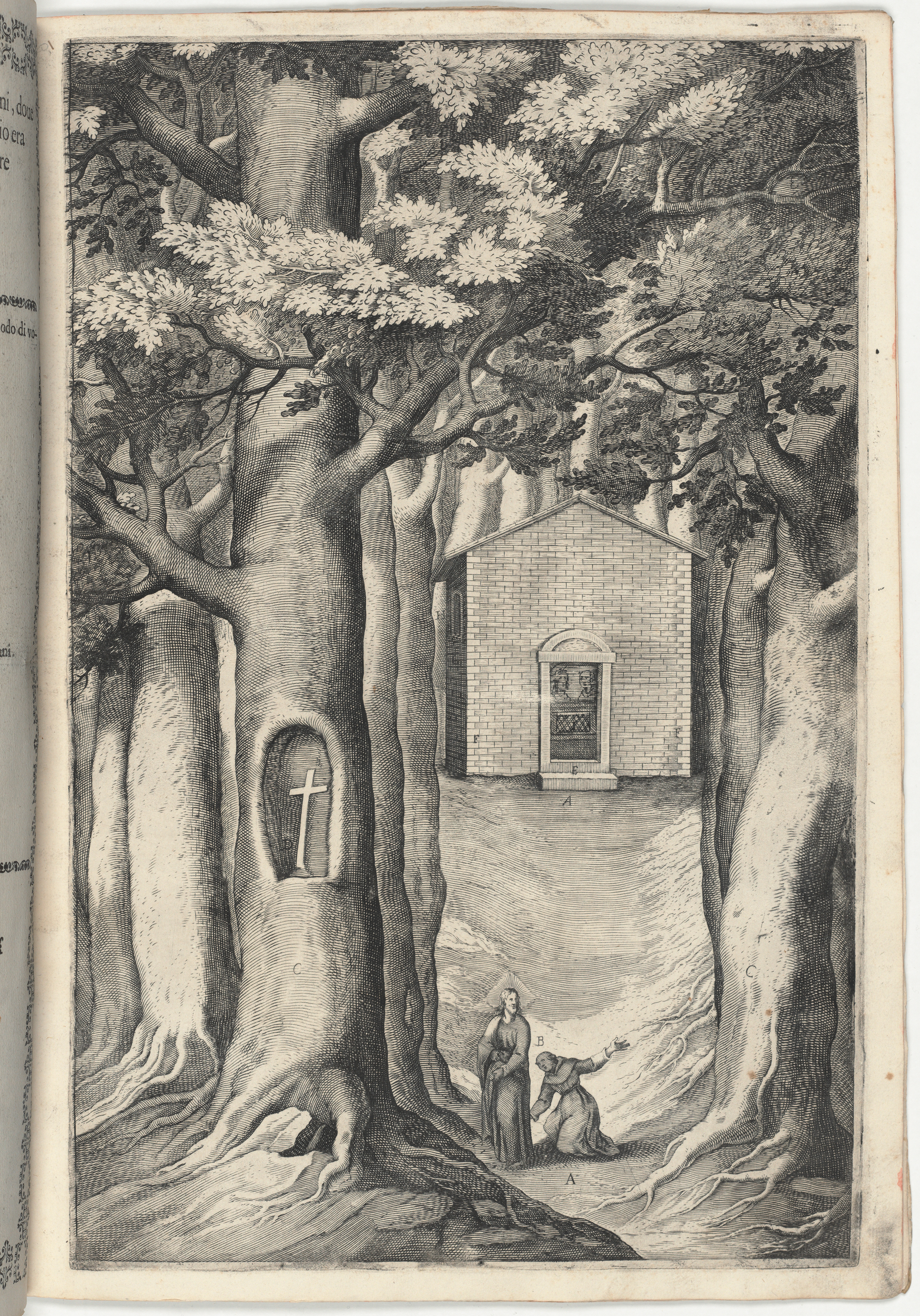
Chapelle de Jean de la Verne, gravure de Jacopo Ligozzi.

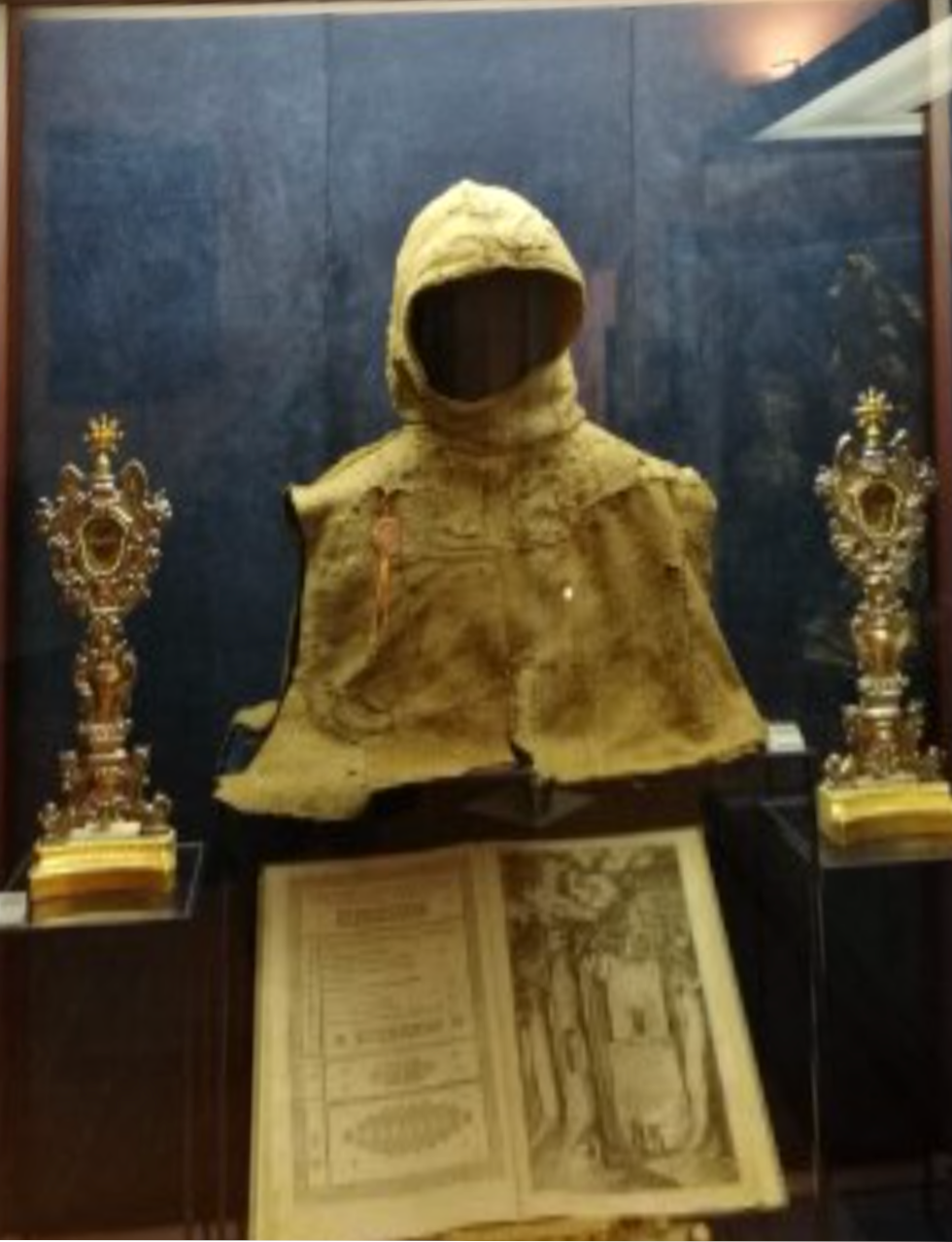
Capuchon de Jean de la Verne - Musée de Chiusi della Verna

Jean est originaire de la région des Marches italiennes une région très influencée par le franciscanisme comme le montrent les innombrables saints franciscains originaires de cette région : Citons à titre d'exemple Jacques de la Marche ou Camilla Battista da Varano, frère Massée, frère Matthieu de Monterubbiano... 
Avant son expérience mystique de prière et de méditation, pendant trente ans à l'Alverne, où il vit dans une cellule faite de branchages sur le mont Penna , Jean  passe son adolescence dans la prière et la pénitence, utilisant de nombreux cilices pour son corps. 
Les Fioretti di Saint François d'Assise  relate l'épisode de sa rencontre avec Jésus sur le mont Penna qui se déroule près d'un hêtre, sous lequel le bienheureux prie et médite au pied d'une croix.
Après la chute du hêtre, une petite chapelle est construite au même endroit, la Cappella del Faggio, sur le mur de laquelle une inscription explique que la partie du terrain en face, entourée d'un muret, est l'endroit où la rencontre eut lieu.
Après sa mort, le bienheureux Jean est enterré dans la basilique, sous l'autel de la chapelle de San Michele.

## Culte
Léon XIII, le 24 juin 1880, promulgue la confirmation du culte. Son éloge funèbre peut être lu dans la Martyrologie romaine du 9 août :
« Sul Monte della Verna in Toscana, Beato Giovanni da Fermo, sacerdote dell’ordine dei  minori, che visse in solitudine domando il corpo con i digiuni e un mirabile spirito di Penitenza. »  